# Conclave de 1978 (agost)
Segons la Constitució Apostòlica Romano Pontifici eligendo de 1975 (II, 1, 33), els cardenals perdien la condició d'electors del papa exactament el dia que complien vuitanta anys. A la mort de Pau VI el 6 d'agost de 1978, hi havia un total de 130 cardenals, dels quals només 115 tenien dret d'elecció a causa de l'esmentada raó d'edat.
El 16 d'agost, mentre durava la sede vacante, va morir el cardenal Paul Yü Pin (Xina), amb la qual cosa els electors passaven a ser 114. Tots aquests cardenals van ser convocats al conclave que s'esdevingué a Roma del 25 al 26 d'agost de 1978. Tanmateix tres d'ells, els cardenals Bolesław Filipiak (Polònia), Valerian Gracias (Índia) i John Josep Wright (Estats Units d'Amèrica) no hi pogueren assistir per malaltia, de manera que els electors reunits només foren 111. Entre ells hi havia el borrianenc Vicent Enrique i Tarancón, cardenal del títol de S. Giovanni Crisostomo a Monte Sacro Alto, arquebisbe de Madrid, i el colomenc Narcís Jubany i Arnau, cardenal del títol de S. Lorenzo in Damaso, arquebisbe de Barcelona.
A la quarta votació, el segon dia de conclave, va ser elegit papa Albino Luciani, cardenal del títol de S. Marco, patriarca de Venècia, Itàlia, el qual va adoptar en nom de Joan Pau I.

## Cardenals convocats
Aquesta llista de cardenals convocats està ordenada per continents i dintre de cada continent per data de naixement (imprescindible per a computar els vuitanta anys). De cadascun d'ells, s'indica el bisbat suburbicari, el títol o la diaconia i l'any del consistori papal en el qual va ser promogut al cardenalat, a més dels càrrecs que ocupava (vigents, emèrits i/o anteriors).

### Àfrica
- Léon-Étienne Duval (9 de novembre de 1903), cardenal del títol de S. Balbina (1965), arquebisbe d'Alger, abans bisbe de Constantina (Algèria).
- Stephanos I Sidarouss, C.M. (22 de febrer de 1904), cardenal-Patriarca Catòlic Copte d'Alexandria (1965), abans bisbe titular de Sas (Egipte).
- Owen McCann (26 de juny de 1907), cardenal del títol de S. Prassede (1965), arquebisbe de Ciutat del Cap, abans bisbe titular de Stettorio i vicari apostòlic de la mateixa arxidiòcesi (Sud-àfrica).
- Laurean Rugambwa (12 de juliol de 1912), cardenal del títol de S. Francesco a Ripa (1960, arquebisbe de Dar es Salaam, abans bisbe titular de Febiana i vicari apostòlic de Lower Rufera, bisbe de Rutabo i de Bukoba, successivament (Tanzània).
- Emmanuel Nsubuga (11 de novembre de 1914), cardenal del títol de S. Maria Nuova (1976), arquebisbe de Kampala (Uganda).
- Dominic Ignatius Ekandem (s./d., 1917), cardenal del títol de S. Marcello (1976), bisbe d'Ikot Ekpene i administrador apostòlic de Port-Harcourt, abans bisbe titular de Gerapoli di Isauria i auxiliar de Calabar (Nigèria).
- Paul Zougrana, M.Afr. (3 de setembre de 1917), cardenal del títol de S. Camillo agli Orti Sallustiani (965), arquebisbe d'Ouagadougou (Burkina Faso).
- Joseph Malula (12 de desembre de 1917), cardenal del títol de Ss. Protomartiri a Via Aurelia Antica (1969), arquebisbe de Kinshasa, abans bisbe titular d'Attanaso i auxiliar de la mateixa arxidiòcesi (Zaire).
- Hyacinthe Thiandoum (2 de febrer de 1921), cardenal del títol de S. Maria del Popolo (1976, arquebisbe de Dakar (Senegal).
- Victor Razafimahatratra, S.J. (8 de setembre de 1921), cardenal del títol de S. Croce in Gerusalemme (1976), arquebisbe d'Antananarivo, abans bisbe de Farafangana (Madagascar).
- Bernardin Gantin (8 de maig de 1922), cardenal-diaca de S. Cuore di Cristo Re (1977), president de la Comissió Pontifícia Iustitia et Pax i del Consell Pontifici Cor Unum, abans bisbe titular de Tirasa di Mauritania i auxiliar de Cotonou i arquebisbe d'aquesta mateixa arxidiòcesi, successivament (Benin).
- Maurice Michael Otunga (12 de gener de 1923), cardenal del títol de S. Gregorio Barbarigo alle Tre Fontane (1973), arquebisbe de Nairobi, abans bisbe titular de Tacape i auxiliar de Kisumu, bisbe de Kisii, arquebisbe titular de Bomarzo i coadjutor de la mateixa arxidiòcesi, successivament (Kenya).

### Amèrica
- José Clemente Maurer, C.Ss.R. (13 de març de 1900), cardenal del títol de SS. Redentore e S. Alfonso in Via Merulana (1967), arquebisbe de Sucre, abans bisbe titular de Cea i auxiliar de La Paz (Bolívia).
- José Humberto Quintero Parra (22 de setembre de 1902), cardenal del títol de Ss. Andrea e Gregorio al Monte Celio (1961), arquebisbe de Caracas, abans bisbe titular d'Arida i coadjutor de Mérida (Veneçuela).
- Alfredo Vicente Scherer (5 de febrer de 1903), cardenal del títol de N. Signora de La Salette (1969), arquebisbe de Porto Alegre, Rio Grande do Sul, abans bisbe titular d'Emeria i auxiliar de la mateixa arxidiòcesi (Brasil).
- Pablo Muñoz Vega, S.J. (23 de maig de 1903), cardenal del títol de S. Roberto Bellarmino (1969), arquebisbe de Quito, abans bisbe titular de Ceramo i coadjutor de la mateixa arxidiòcesi (Equador).
- Paul Émile Léger, P.S.S. (26 d'abril de 1904), cardenal del títol de S. Maria degli Angeli (1953), arquebisbe de Mont-real (Canadà).
- John Joseph Carberry (31 de juliol de 1904), cardenal del títol de S. Giovanni Battista de' Rossi a Via Latina 1969), arquebisbe de St. Louis, Missouri, abans bisbe titular d'Elide i coadjutor i després sede plena de Lafayette, Indiana, i bisbe de Columbus, Ohio, successivament (Estats Units).
- Maurice Roy (25 de gener de 1905), cardenal del títol de Ns. Signora del SS. Sacramento e Ss. Martiri Canadesi (1965), arquebisbe de Quebec, abans bisbe de Trois-Rivières i vicari general castrense, successivament (Canadà).
- George Bernard Flahiff, C.S.B. (26 d'octubre de 1905), cardenal del títol de S. Maria della Salute a Primavalle (1969), arquebisbe de Winnipeg, Manitoba (Canadà).
- Octavio Antonio Beras Rojas (16 de novembre de 1906), cardenal del títol de S. Sisto (1976, arquebisbe de Santo Domingo i vicari general castrense, abans bisbe titular d'Eucaita i coadjutor de la mateixa arxidiòcesi (República Dominicana).
- Raúl Silva Henríquez, S.D.B. (27 de setembre de 1907), cardenal del títol de S. Bernardo alle Terme Diocleziane (1962), arquebisbe de Santiago, abans bisbe de Valparaíso (Xile).
- John Francis Dearden (15 d'octubre de 1907), cardenal del títol de S. Pio X alla Balduina (1969), arquebisbe de Detroit, Michigan, abans bisbe titular de Sarepta i coadjutor de Pittsburgh, Pennsilvània, i bisbe sede plena d'aquesta mateixa diòcesi, sucessivament (Estats Units).
- John Patrick Cody (24 de desembre de 1907), cardenal del títol de S. Cecilia (1967), arquebisbe de Chicago, Illinois, abans bisbe titular d'Apollonia i auxiliar de St. Louis, Missouri, bisbe coadjutor de Kansas City (Missouri), arquebisbe titular de Bostra i coadjutor de Nova Orleans, Louisiana i arquebisbe d'aquesta darrera arxidiòcesi, successivament (Estats Units).
- Aníbal Muñoz Duque (3 d'octubre de 1908), cardenal del títol de S. Bartolomeo all'Isola (1973), arquebisbe de Bogotà i vicari general castrense, abans bisbe de Socorro y San Gil, bisbe de Bucaramanga, arquebisbe de Nueva Pamplona, administrador apostòlic sede plena de Bogotà i bisbe coadjutor d'aquesta darrera arxidiòcesi, successivament (Colòmbia).
- Mario Casariego y Acevedo, C.R.S. (13 de febrer de 1909), cardenal del títol pro illa vice de S. Maria in Aquiro (1969), arquebisbe de Guatemala, abans bisbe titular de Pudenziana i auxiliar i posteriorment arquebisbe titular de Perge i coadjutor, sempre de la mateixa arxidiòcesi (Guatemala).
- John Joseph Wright (18 de juliol de 1909), cardenal del títol de Gesù Divin Maestro alla Pineta Sachetti (1969), prefecte de la Congregació per al Clergat, abans bisbe titular d'Egea i auxiliar de Boston, Massachusetts, bisbe de Worcester, Massachusetts, i bisbe de Pittsburgh, Pennsilvània, successivament. No assistí al conclave per motius de salut (Estats Units).
- Timothy Manning (15 de novembre de 1909), cardenal del títol de S. Lucia a Piazza d'Armi (1973), arquebisbe de Los Angeles, Califòrnia, abans bisbe titular de Lesvi i auxiliar de Los Angeles, bisbe de Fresno, Califòrnia, i arquebisbe de Carpi i coadjutor de Los Ángeles (Estats Units).
- José Salazar López (12 de gener de 1910), cardenal del títol de S. Emerenziana a Tor Fiorenza (1973), arquebisbe de Guadalajara, Jalisco, abans bisbe titular de Prosiade i coadjutor de Zamora, Michoacán, i bisbe sede plena d'aquesta darrera diòcesi (Mèxic).
- John Joseph Krol (26 d'octubre de 1910), cardenal del títol pro illa vice de S. Maria della Mercede e S. Adriano (1967), arquebisbe de Filadèlfia, Pennsilvània, abans bisbe titular de Cadi i auxiliar de Cleveland, Ohio (Estats Units).
- Juan Carlos Aramburu (12 de febrer de 1912), cardenal del títol de S. Giovanni Battista dei Fiorentini (1976), arquebisbe de Buenos Aires, abans bisbe titular de Platea i auxiliar de Tucumán, bisbe sede plena i arquebisbe de Tucumán, i arquebisbe titular de Torri de Bizancena i coadjutor de Buenos Aires (Argentina).
- Avelar Brandão Vilela (13 de juny de 1912), cardenal del títol de Ss. Bonifacio ed Alessio (1973), arquebisbe de Salvador de Bahia, abans bisbe de Petrolina, Pernambuco, i arquebisbe de Teresina, Piauí, successivament (Brasil).
- Agnelo Rossi (4 de maig de 1913), cardenal del títol de Gran Madre di Dio (1965, prefecte de la Congregació per a l'Evangelització dels Pobles, abans bisbe de Barra do Pirai, Rio de Janeiro, arquebisbe de Riberão Preto i arquebisbe de São Paulo, successivament (Brasil).
- Juan Landázuri Ricketts, O.F.M. (19 de desembre de 1913), cardenal del títol de S. Maria in Aracoeli (1962), arquebisbe de Lima, abans bisbe titular de Roina i coadjutor de la mateixa arxidiòcesi (Perú).
- Humberto Sousa Medeiros (6 d'octubre de 1915), cardenal del títol de S. Susanna (1973), arquebisbe de Boston, Massachusetts, abans bisbe de Brownsville, Texas (Estats Units).
- Raúl Francisco Primatesta (14 d'abril de 1919), cardenal del títol de Beata Vergine Addolorata a Piazza Buenos Aires, arquebisbe de Córdoba, abans bisbe titular de Tanais i auxiliar de La Plata i bisbe de San Rafael, successivament (Argentina).
- Eugênio de Araújo Sales (8 de novembre de 1920, cardenal del títol de S. Gregorio VII (1969), arquebisbe de Salvador de Bahia, abans bisbe titular de Tibica i auxiliar i després administrador apostòlic de Natal, Rio Grande do Norte, i administrador apostòlic de la seva actual arxidiòcesi, successivament (Brasil).
- Eduardo Francisco Pironio (3 de desembre de 1920), cardenal-diaca de Ss. Cosma e Damiano (1976), abans bisbe titular de Ceciri i auxiliar de La Plata i bisbe de Mar del Plata (Argentina).
- Terence James Cooke (1 de març de 1921), cardenal del títol de Ss. Giovanni e Paolo (1969), arquebisbe de Nova York i vicari castrense, abans bisbe titular de Suma i auxiliar de la mateixa arxidiòcesi (Estats Units).
- Paulo Evaristo Arns, O.F.M. (14 de setembre de 1921), cardenal del títol de S. Antonio da Padova in Via Tuscolana (1973, arquebisbe de São Paulo, abans bisbe titular de Respetta i auxiliar d'aquesta arxidiòcesi (Brasil).
- Luis Aponte Martínez (4 d'agost de 1922), cardenal del títol de S. Maria della Provvidenza a Monte Verde (1973), arquebisbe de San Juan de Puerto Rico, abans bisbe titular de Lares i auxiliar de Ponce, coadjutor i després bisbe sede plena d'aquesta diòcesi (Puerto Rico).
- Aloisio Lorscheider, O.F.M. (8 d'octubre de 1924), cardenal del títol de S. Pietro in Montorio (1976), arquebisbe de Fortaleza, Ceará, abans bisbe de Santo Angelo, Rio Grande do Sul (Brasil).
- William Wakefield Baum (21 de novembre de 1926), cardenal del títol de S. Croce in Via Flaminia (1976), arquebisbe de Washington DC, abans bisbe de Springfield-Cape Girardeau, Missouri (Estats Units).

### Àsia
- Joseph-Marie Trinh-Nhu-Khuê (11 de desembre de 1898), cardenal in pectore (1976) i del títol de S. Francesco da Paola ai Monti (1976), arquebisbe de Hanoi, abans bisbe titular de Sinao i administrador apostòlic de la mateixa arxidiòcesi (Vietnam).
- Valerian Gracias (23 d'octubre de 1901), cardenal del títol pro illa vice de S. Maria in Via Lata (1953), arquebisbe de Bombai, abans bisbe titular de Tenneso i auxiliar d'aquella arxidiòcesi. No assistí al conclave per motius de salut (Índia).
- Thomas Benjamin Cooray, O.M.I. (28 de desembre de 1901), cardenal del títol de Ss. Nereo ed Achilleo (1965), arquebisbe de Colombo, abans bisbe titular de Preslavo i coadjutor de la mateixa arxidiòcesi (Sri Lanka).
- Julio Rosales y Ras (18 de setembre de 1906), cardenal del títol de Sacro Cuore di Gesù a Vitinia (1969), arquebisbe de Cebu, abans bisbe de Tagbilaran (Filipines).
- Joseph Perecattil (1 d'abril de 1912), cardenal del títol de N. Signora Regina Pacis (1969), arquebisbe d'Ernakulam dels Caldeus-Malabars, abans bisbe titular d'Aretusa i auxiliar de la mateixa arxidiòcesi (Índia).
- Justinus Darmojuwono (2 de novembre de 1914), cardenal del títol pro illa vice de Ss. Nomi di Gesù e Maria in Via Lata (1967), arquebisbe de Semarang (Indonèsia).
- Lawrence Trevor Picachy, S.J. (7 d'agost de 1916), cardenal del títol de Sacro Cuore di Maria a Piazza Euclide (1976), arquebisbe de Calcuta, abans bisbe de Jamshedpur (Índia).
- Joseph Cordeiro (19 de gener de 1918), cardenal del títol de S. Andrea delle Fratte (1973), arquebisbe de Karachi (Pakistan).
- Stephen Sou-Hwan Kim (8 de maig de 1922), cardenal del títol de S. Felice di Cantalice a Centocelle (1969), arquebisbe de Seül, abans bisbe de Masan (Corea del Sud).
- Pio Taofinu'u, S.M. (8 de setembre de 1923), cardenal del títol de S. Onofrio (1973), bisbe d'Apia (Samoa).
- Jaime Lachica Sin (31 d'agost de 1928), cardenal del títol de S. Maria ai Monti (1976), arquebisbe de Manila, abans bisbe titular d'Obba i auxiliar, administrador apostòlic, arquebisbe titular de Massa Lubrense i coadjutor, i arquebisbe de Jaro, successivament (Filipines).

### Europa
- František Tomášek (30 de juny de 1899), cardenal in pectore (1976) del títol de S. Vitale, Gervasio e Protasio (1977), arquebisbe de Praga, abans bisbe titular de Buto i auxiliar d'Olomouc (Txecoslovàquia).
- Bernardus Johannes Alfrink (5 de juliol de 1900), cardenal del títol de S. Gioacchino (1960), arquebisbe d'Utrecht, abans bisbe titular de Tiana, coadjutor i administrador apostòlic de la mateixa arxidiòcesi (Països Baixos).
- Ermenegildo Florit (5 de juliol de 1901), cardenal del títol de Regina Apostolorum (1965), arquebisbe de Florència, abans bisbe titular de Geropoli di Siria i auxiliar de la mateixa arxidiòcesi (Itàlia).
- Stefan Wyszyński (3 d'agost de 1901), cardenal del títol de S. Maria in Trastevere (1957), arquebisbe de Varsòvia, abans bisbe de Lublin i arquebisbe de Gniezno (Polònia).
- Bolesław Filipiak (1 de setembre de 1901), cardenal-diaca de S. Giovanni Bosco in Via Tiburtina (1976), president del Tribunal d'Apel·lació de l'Estat de la Ciutat del Vaticà, arquebisbe titular de Plestia. No assistí al conclave per motius de salut (Polònia).
- Gabriel-Maria Garrone (12 d'octubre de 1901), cardenal del títol de S. Sabina (1967), prefecte de la Congregació per a l'Educació Catòlica, abans bisbe titular de Lemmo i coadjutor de Tolosa de Llenguadoc, arquebisbe d'aquesta arxidiòcesi i arquebisbe titular de Torri di Numidia, successivament (França).
- Giovanni Colombo (6 de desembre de 1902), cardenal del títol de Ss. Silvestro e Martino ai Monti (1965), arquebisbe de Milà, abans bisbe de Filippopoli di Arabia i auxiliar de la mateixa arxidiòcesi (Itàlia).
- Joseph Schröffer (20 de febrer de 1903), cardena-diaca de S. Saba (1976), secretari de la Congregació dels Seminaris i de les Universitats, abans bisbe de Eichstätt i bisbe titular de Volturno, successivament (Alemanya).
- Michele Pellegrino (25 d'abril de 1903), cardenal del títol pro illa vice de Smo. Nome di Gesù (1967), arquebisbe emèrit de Torí (Itàlia).
- Corrado Bafile (4 de juliol de 1903), cardenal-diaca de S. Maria in Portico Campitelli (1976), prefecte de la Congregació de les Causes dels Sants, abans arquebisbe titular d'Antiochia di Pisidia i nunci a Alemanya (Itàlia).
- Mario Nasalli Rocca di Corneliano (12 d'agost de 1903), cardenal-diaca de S. Giovanni Decollato (1969), prefecte del Palau Apostòlic, arquebisbe titular d'Anzio (Itàlia).
- Hermann Volk (27 de desembre de 1903), cardenal del títol de S. Fabiano e Venanzio a Villa Fiorello (1973), bisbe de Magúncia (Alemanya).
- François Marty (16 de maig de 1904), cardenal del títol de S. Luigi dei Francesi (1969), arquebisbe de París, abans bisbe de Saint-Flour, arquebisbe titular d'Emesa i coadjutor de Reims i arquebisbe d'aquesta última arxidiòcesi (França).
- Umberto Mozzoni (29 de juny de 1904), cardenal-diaca de S. Eugenio (1973), arquebisbe titular de Side i nunci a l'Argentina i al Brasil, successivament (Itàlia).
- Leo-Jozef Suenens (16 de juliol de 1904), cardenal del títol de S. Pietro in Vincoli (1962), arquebisbe de Malines-Brussel·les, abans bisbe titular d'Isinda i auxiliar de la mateixa arxidiòcesi (Bèlgica).
- José Maria Bueno Monreal (11 de setembre de 1904), cardenal del títol pro illa vice de Ss. Vito, Modesto e Crescenzia (1959), arquebisbe de Sevilla, abans bisbe de Jaca, arquebisbe titular d'Antiochia di Pissia i coadjutor de Sevilla i administrador apostòlic d'aquesta arxidiòcesi (Espanya).
- Maximilien de Furstenberg (23 d'octubre de 1904), cardenal del títol pro illa vice de Sacro Cuore di Gesù a Castro Pretorio (1967), gran mestre de l'Orde del Sant Sepulcre de Jerusalem, abans arquebisbe titular de Palto, delegat apostòlic al Japó, internunci a aquest país, a Corea del Sud, a Austràlia i a Nova Zelanda i prefecte de la Congregació de les Esglésies Orientals, successivament (Bèlgica).
- Paul-Pierre Philippe, O.P., (16 d'abril de 1905), cardenal-diaca de S. Pio V in Via Carpegna (1973), prefecte de la Congregació de les Esglésies Orientals, abans bisbe titular d'Erocleopoli Maggiore i secretari de la Congregació de la Doctrina de la Fe (França).
- Francesco Carpino (18 de maig de 1905), cardenal-bisbe de d'Albano, abans cardenal del títol pro illa vice de S. Maria Ausiliatrice in Via Tuscolana (1967), referendari de la Congregació per als Bisbes, abans arquebisbe titular de Nicomèdia i coadjutor de Monreale, arquebisbe d'aquesta arxidiòcesi i arquebisbe de Palerm, successivament (Itàlia).
- Jean-Louis Guyot (7 de juliol de 1905), cardenal del títol de S. Agnese fuori le mura (1973), arquebisbe de Tolosa de Llenguadoc, abans bisbe titular d'Elenopoli de Palestina i coadjutor de Coutances i bisbe d'aquesta darrera diòcesi, successivament (França).
- Franz König (3 d'agost de 1905), cardenal del títol S. Eusebio (1958), arquebisbe de Viena, abans bisbe titular de Liviade i coadjutor de Sankt Pölten (Àustria).
- Franjo Šeper (2 d'octubre de 1905), cardenal del títol de Ss. Pietro e Paolo in Via Ostiense (1965), prefecte de la Congregació de la Doctrina de la Fe, abans bisbe titular de Filippopoli i coadjutor de Zagreb i arquebisbe d'aquesta arxidiòcesi (Iugoslàvia).
- Jean Villot (11 d'octubre de 1905), cardenal-bisbe de Frascati, abans cardenal del títol de Sma. Trinità al Monte Pincio (1965), secretari d'estat, prefecte del Consell per als Afers Públic de l'Església, president de la Comissió per a l'Estat de la Ciutat del Vaticà, president del Patrimoni de la Santa Seu i camarlenc, abans bisbe titular de Binda i auxiliar de París, bisbe coadjutor i arquebisbe de Lió, successivament (França).
- Antonio Samorè (4 de desembre de 1905), cardenal-bisbe de Sabina-Poggio Mirteto, abans cardenal del títol de S. Maria Sopra Minerva (1967), arxiver de la Santa Església Romana, abans arquebisbe titular de Tirnovo i nunci a Bolívia i prefecte de la Congregació per a la Disciplina dels Sagraments (Itàlia).
- Sergio Guerri (25 de desembre de 1905), cardenal-diaca de Ss.mo Nome di Maria al Foro Traiano (1969), pro-president de la Comissió Pontifícia per a l'Estat de la Ciutat del Vaticà, arquebisbe titular de Trevi (Itàlia).
- Egidio Vagnozzi (26 de febrer de 1906), cardenal del títol pro illa vice de S. Giuseppe in Via Trionfale (1967), president de la Prefectura d'Afers Econòmics de la Santa Seu, abans arquebisbe titular de Mira i delegat apostòlic a les Filipines, nunci a aquest país i delegat apostòlic als Estats Units d'Amèrica, successivament (Itàlia).
- Giuseppe Siri (20 de maig de 1906), cardenal del títol de S. Maria della Vittoria (1953), protoprevere, arquebisbe de Gènova, abans bisbe titular de Liviade i auxiliar de la mateixa arxidiòcesi (Itàlia).
- Alexandre-Charles Renard (7 de juny de 1906), cardenal del títol pro illa vice de S. Francesco da Paola ai Monti (1967), arquebisbe de Lió, abans bisbe de Versalles (França).
- Joseph Höffner (24 de desembre de 1906), cardenal del títol de S. Andrea della Valle (1969), arquebisbe de Colònia, abans bisbe de Münster i arquebiste titular d'Aquileia i coadjutor de la seva arxidiòcesi, successivament (Alemanya).
- Giuseppe Paupini (25 de febrer de 1907), cardenal-diaca d'Ognissanti in Via Apia Nuova (1969), penitenciari major, abans arquebisbe titular de Sebastiopolo di Abasgia, internunci a l'Iran, nunci a Guatemala, El Salvador i Colòmbia, sucessivament (Itàlia).
- Vicent Enrique i Tarancón (14 de maig de 1907), cardenal del títol de S. Giovanni Crisostomo a Montesacro Alto (1969), arquebisbe de Madrid, abans bisbe de Solsona, arquebisbe d'Oviedo i arquebisbe de Toledo, successivament (Espanya).
- Giuseppe Maria Sensi (27 de maig de 1907), cardenal-diaca de Ss. Biagio e Carlo ai Catinari (1976), nunci a Portugal, abans arquebisbe titular de Sardi i observador permanent a la Unesco, nunci a Costa Rica, delegat apostòlic a Jerusalem i Palestina i nunci a Irlanda, successivament (Itàlia).
- Paolo Bertoli (1 de febrer de 1908), cardenal del títol de S. Girolamo degli Schiavoni, abans cardenal-diaca de S. Girolamo della Carità (1969), prefecte emèrit de la Congregació per a les Causes dels Sants, abans bisbe titular de Nicomèdia, delegat apostòlic a Turquia, nunci a Colòmbia, al Líban i a França, successivament (Itàlia).
- Corrado Ursi (26 de juliol de 1908), cardenal del títol de S. Callisto (1967), arquebisbe de Nàpols, abans bisbe de Nardò, arquebisbe d'Acerenza i coadjutor de Potenza, successivament (Itàlia).
- Johannes Willebrands (4 de setembre de 1909), cardenal del títol de S. Sebastiano alle Catacombe, abans cardenal-diaca de Ss. Cosma e Damiano (1969), arquebisbe d'Utrecht, abans bisbe titular de Mauriana i president del Seecretariat per a la Unió dels Cristians (Països Baixos).
- Mario Luigi Ciappi, O.P. (6 d'octubre de 1909), cardenal-diaca de Ns. Signora del Sacro Cuore (1977), teòleg de la Casa Pontifícia i bisbe titular de Miseno (Itàlia).
- László Lékai (12 de març de 1910), cardenal del títol de S. Teresa al Corso d'Italia (1976), arquebisbe d'Esztergom-Budapest, abans bisbe titular de Giro di Tarasio i administrador apostòlic de Veszprém (Hongria).
- Opilio Rossi (14 de maig de 1910), cardenal-diaca de S. Maria Liberatrice a Monte Testaccio (1976), nunci a Àustria, abans arquebisbe titular d'Ancira i nunci a Equador i a Xile (Itàlia).
- Sergio Pignedoli (4 de juny de 1910), cardenal-diaca de S. Giorgio in Velabro (1973), president del Secretariat per als No-Cristians, abans arquebisbe titular d'Icnio i nunci a Bolívia i a Veneçuela, bisbe auxiliar de Milà, delegat apostòlic a la República Centreafricana i al Canadà, sucessivament (Itàlia).
- Antonio Poma (12 de juny de 1910), cardenal del títol de S. Luca al Prenestino (1969), arquebisbe de Bolonya, abans bisbe titular de Tagaste i auxiliar de Màntua, coadjutor de la diòcesi, bisbe sede plena d'aquesta, i arquebisbe titular de Gerpiniana i coadjutor de Bolonya, successivament (Itàlia.
- Gordon Joseph Gray (10 d'agost de 1910), cardenal del títol de S. Chiara a Vigna Clara (1969), arquebisbe de St Andrews-Edimburg (Escòcia).
- Paul Gouyon (24 d'octubre de 1910), cardenal del títol de Natività di Ns. Signore Gesù in Via Gallia (1969), arquebisbe de Rennes, abans bisbe de Baiona i arquebisbe titular de Pessinonte i coadjutor d'aquella arxidiòcesi, successivament (França).
- Silvio Oddi (14 de novembre de 1910), cardenal-diaca de S. Agata in Urbe (1969), president de la Comissió per als santuaris de Pompeia i Loreto i la basílica d'Assís, abans arquebisbe titular de Messembria i delegat apostòlic a Jerusalem, Palestina, Jordània i Xipre, internunci a Egipte, nunci a Bèlgica i internunci a Luxemburg, successivament (Itàlia).
- Pericle Felici (1 d'agost de 1911), cardenal-diaca de S. Apollinare (1967), protodiaca, prefecte del Tribunal Suprem de la Signatura Apostòlica, abans arquebisbe titular de Samosata (Itàlia).
- Albino Luciani (17 d'octubre de 1912), cardenal del títol de S. Marco (1973), patriarca de Venècia, abans bisbe de Vittorio Veneto. Va resultar elegit amb el nom de Joan Pau I (Itàlia).
- Pietro Palazzini (19 de maig de 1912), cardenal-diaca de S. Pier Damiani ai Monti di San Paolo (1973), secretari de la Congregació del Concili, arquebisbe titular de Cesarea di Capadòcia (Itàlia).
- Sebastiano Baggio (16 de maig de 1913), cardenal-bisbe de Velletri-Segni, abans cardenal del títol de S. Sebastiano alle Catacombe i cardenal-diaca de Ss. Angeli Custodi a Città Giardino (1969), prefecte de la Congregació per als Bisbes, abans arquebisbe titular d'Èfes i nunci a Xile i al Brasil i arquebisbe de Càller, successivament (Itàlia).
- Narcís Jubany i Arnau (12 d'agost de 1913), cardenal del títol de S. Lorenzo in Damaso (1973), arquebisbe de Barcelona, abans bisbe titular d'Ortosia di Fenicia i auxiliar d'aquesta arxidiòcesi i bisbe de Girona, successivamet (Espanya).
- Ugo Poletti (19 de juny de 1914), cardenal del títol de Ss. Ambrogio e Carlo (1973), vicari general de la diòcesi de Roma, abans bisbe titular de Medeli i auxiliar de Novara, arquebisbe de Spoleto, administrador apostòlic de Todi, i arquebisbe titular de Cittanova, successivament (Itàlia).
- Marcelo González Martín (6 de gener de 1918), cardenal del títol de S. Agostino (1973), arquebisbe de Toledo, abans bisbe d'Astorga, arquebisbe titular de Case Mediane i coadjutor de Barcelona i arquebisbe d'aquesta darrera arxidiòcesi, successivament (Espanya).
- Salvatore Pappalardo (23 de setembre de 1918), cardenal del títol de S. Maria Odigitria dei Siciliani (1973), arquebisbe de Palerm, abans arquebisbe titular de Mileto i pronunci a Indonèsia (Itàlia.
- Karol Wojtyła (18 de maig de 1920), cardenal del títol pro illa vice de S. Cesareo in Palatio (1967), arquebisbe de Cracòvia, abans bisbe titular d'Ombi i auxiliar de l'administrador apostòlic d'aquesta arxidiòcesi. Futur papa Joan Pau II (Polònia).
- Giovanni Benelli (12 de maig de 1921), cardenal del títol de S. Prisca (1977), arquebisbe de Florència, abans bisbe titular de Tusuro, pronunci al Senegal i substitut de la secretaria d'estat, successivament (Itàlia).
- Alfred Bengsch (10 de setembre de 1921), cardenal del títol pro illa vice de S. Filippo Neri in Eurosia (1967), arquebisbe-bisbe de Berlín, abans bisbe titular de Tubia i auxiliar de la mateixa diòcesi (Alemanya).
- George Basil Hume, O.S.B. (2 de març de 1923), cardenal del títol de S. Silvestro in Capite (1976), arquebisbe de Westminster, abans abat mitrat de Saint Lawrence at Amplefort (Anglaterra).
- Joseph Ratzinger (16 d'abril de 1927), cardenal del títol de S. Maria Consolatrice al Tiburtino (1977), arquebisbe de Múnic i Freising. Futur papa Benet XVI (Alemanya).
- Antonio Ribeiro (21 de maig de 1928), cardenal del títol de S. Antonio da Padova in Via Merulana (1973, patriarca de Lisboa, abans bisbe titular de Tigillava i auxiliar de Braga i de Lisboa, successivament (Portugal).

### Oceania
- James Darcy Freeman (19 de novembre de 1907), cardenal del títol de S. Maria Regina della Pace (1973), arquebisbe de Sydney, abans bisbe titular d'Ermiopolis i auxiliar de Sydney i bisbe d'Armidale, Nova Gal·les del Sud, successivament (Austràlia).
- James Robert Knox (2 de març de 1914), cardenal del títol de S. Maria in Vallicella (1973), prefecte de la Congregació per al Culte Diví i la Disciplina dels Sacraments, abans bisbe titular de Militene i delegat apostòlic a Kenya, Birmània, Sri Lanka, internunci a l'Índia i arquebisbe de Melbourne, sucessivament (Austràlia).
- Reginald Delargey (10 de desembre de 1914), cardenal del títol de S. Maria Immacolata al Tiburtino (1976), arquebisbe de Wellington, abans bisbe titular d'Irima i auxiliar d'Auckland i bisbe d'aquesta diòcesi, successivament (Nova Zelanda).

### Resum
| D'Àfrica  | 12 cardenals  |
| D'Amèrica | 31 cardenals  |
| D'Àsia    | 11 cardenals  |
| D'Europa  | 57 cardenals  |
| D'Oceania | 3 cardenals   |
| Total     | 114 cardenals |

Dels quals
- 6 eren cardenals-bisbes (Àfrica 1; Europa 5)
- 92 eren cardenals-preveres o de títol (Àfrica 10; Amèrica 30; Àsia 11; Europa 38; Oceania 3)
- 16 eren cardenals-diaques (Àfrica 1; Amèrica 1; Europa 14)